# Bateria grafenowa
Bateria grafenowa – akumulator elektryczny litowo-jonowy zawierający w swojej budowie kulki z grafenu.

## Technologia opracowana przez Samsunga
Aktualnie (2019) – baterie grafenowe mają zawierać grafen opracowany dzięki metodzie masowej (a przez to opłacalnej) produkcji używając SiO2. Technologia masowej syntezy grafenu w kulki 3D, ma przypominać produkcję popcornu.
Kulki grafenowe w technologii SAIT zostały wykorzystane do powierzchni ochronnej anody i materiału katody w bateriach litowo-jonowych. Zaobserwowano zwiększenie pojemności baterii, zmniejszenie czasu ładowania i stabilność temperaturową.
Według stanu na 2019 rok, Samsung kończy badania nad tą technologią i w 2021 roku ma pojawić się pierwszy smartfon wykorzystujący te baterie.

## Technologia Panasonica
Panasonic opracował małą baterię opartą na grafenie, która jest w stanie się wyginać. Została ona pokazana na CEATEC JAPAN 2016.